# Corrado Böhm
Corrado Böhm (Milán, 17 de enero de 1923-Roma, 23 de octubre de 2017) fue un informático teórico italiano, profesor emérito de la Universidad de La Sapienza, conocido principalmente por sus contribuciones en la teoría de programación estructurada, matemática constructiva, lógica combinatoria, cálculo lambda, y la semántica e implementación de lenguajes de programación funcional.
En un número de la revista científica Theoretical Computer Science se le dedicó una sección especial, producto de su cumpleaños número 70. En 2001, recibió el premio EATCS Award por su distinguida carrera en las ciencias de la computación teórica.

## Publicaciones selectas
- C. Böhm, "Calculatrices digitales. Du déchiffrage des formules mathématiques par la machine même dans la conception du programme", Annali di Mat. pura e applicata, serie IV, tomo XXXVII, 1-51, 1954.
- C. Böhm, "On a family of Turing machines and the related programming language", ICC Bull., 3, 185-194, julio de 1964.

Donde introdujo P′′, el primer lenguaje imperativo sin GOTO que fue demostrado ser Turing completo.
- C. Böhm, G. Jacopini, "Flow diagrams, Turing Machines and Languages with only Two Formation Rules", Comm. of the ACM, 9(5): 366-371,1966.
- C. Böhm, "Alcune proprietà delle forme β-η-normali nel λ-K-calcolo", Pubbl. INAC, n. 696, Roma, 1968.
- C. Böhm, A. Berarducci, "Automatic Synthesis of typed Lambda-programs on Term Algebras", Theoretical Computer Science, 39: 135-154, 1985.
- C. Böhm, "Functional Programming and Combinatory algebras", MFCS, Carlsbad, Czecoslovakia, eds M.P. Chytil, L. Janiga y V. Koubek, LNCS 324, 14-26, 1988.